# Mordförsöket på Pekka Kataja
Mordförsöket på Pekka Kataja var ett mordförsök på Sannfinländarnas kommunpolitiker och riksdagsassistent Pekka Kataja i Jämsä i Jämsänkoski den 17 juli 2020. Två personer misstänktes inledningsvis och fängslades för dådet. Båda två frikändes från åtal utan bevis för brott. Den tredje högerextrema misstänkte ställdes inför rätta i februari 2021. Dådet anses exceptionellt eftersom det är det första försöket till politiskt mord i Finland på nästan hundra år.